# すてきな気持ち (1957年の曲)

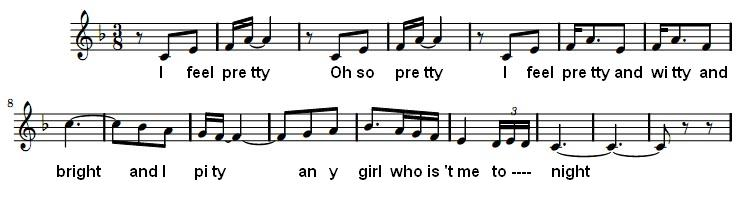
冒頭部分の主旋律の楽譜。4音による上昇が3回繰り返された後、3音の上昇（and wit-ty）、2音の上昇（and bright (gay)）が聞かれる。

「すてきな気持ち」（すてきなきもち）あるいは「アイ・フィール・プリティ」（“I Feel Pretty”）は、1957年のミュージカル『ウエスト・サイド物語』の楽曲のひとつ。

## 制作
『ニューヨーク・タイムズ』紙によると、「ソンドハイム氏は ... 『ウエスト・サイド物語』のために書いた歌詞を特に気に入ったことはないと述べており、とりわけ「すてきな気持ち」については「この歌のアイデアは単純に過ぎる」と語ったという。
オリジナルの舞台版のミュージカルにおける歌詞の一部は、映画版の『ウエスト・サイド物語』では場面設定の都合から変更が施された。オリジナルのI feel pretty and witty and bright / And I pity / Any girl who isn’t me tonightが、I feel pretty, and witty and gay / And I pity / Any girl who isn’t me todayに変更されている。本来は夜という設定だったこの曲が歌われる場面が、映画では昼に変更されたため、brightとtonightで韻を踏んでいた箇所を、gayとtodayに変更したのである。
2019年のブロードウェイ・リバイバル上演版では、筋書きを単純化し、休憩が入らない90分のショーにまとめるために、この曲は省かれた。

## 物語の中での位置づけ
ミュージカル版では、この歌の場面の時点でマリアは、彼女の恋人であるトニーが兄ベルナルドを殺したばかりであることを知らずにいるが、映画版ではベルナルドの死の場面より前に、この歌の場面が置かれている。マリアは、働いているブライダル店で、自分は幸せで素敵な思いを感じている、なぜなら「とっても素晴らしい（pretty wonderful）男の子に愛されているから」と言い、同僚の女の子たちが彼女の馬鹿げた振る舞いをからかう。オールミュージックのロバート・カミングス（Robert Cummings） は、この曲について「バーステインの旋律の中でも記憶に残るもののひとつが盛り込まれ、冒頭の4つの音が、美味しそうにリズムに乗って上昇し、繰り返し、それが3つの音に減少し、さらに2つの音に減る ... バーンステインの楽器法は音楽を彩り、ラテン的な特徴も盛り込み、... 曲の半ばから入ってくる女の子たちのコーラスも華を添える。スティーヴン・ソンドハイムによる歌詞は、マリアの至福と新たに見つけた自信の感覚を巧みに捉えている。」と述べている。

## 批評家の評価
『バーミンガム・メール』紙は、この歌を「楽しい（delightful）」と述べたが、『ザ・タブ』紙は「古典的」と評した。アプローズ・メーター（Applause Meter）は、「甘美なほど魅力的（sweetly charming）」としており、VCOnStageは、「オペラ的」とした。

## カバー
この曲は、多数のアーティストたちによってカバーされており、アニー・ロス（アルバム『アニー・ロスは歌う』）や、ジュリー・アンドリュースらもこの曲を取り上げている。リトル・リチャードは1996年のRCAビクターのトリビュート・アルバム『ウエスト・サイド物語（The Songs of West Side Story）』にこの曲を収録した。

## 大衆文化の中で
- 2002年の映画『アナライズ・ユー』では、主人公ポール・ヴィッティ（ロバート・デ・ニーロ）が、気が触れたことを装う場面でこの歌を歌い出す[9]。

- 2003年の映画『N.Y.式ハッピー・セラピー』では、渋滞中の車内で、主人公デイヴ・バズニック（アダム・サンドラー）がセラピストのバディ・ライデル（ジャック・ニコルソン）に強いられ、この曲を歌う場面があり[10]、その後の展開の中でもこの曲が使用されている。

### パロディ
- 子ども向けの番組『セサミストリート』の第3522回では、オスカー・ザ・グラウチのガールフレンドであるグランジェッタ（Grundgetta）が、グラウチ（Grouch：気難し屋）の美容師になるための学校に行く。それを説明するため、彼女はI Feel Yucky（I Feel Prettyのパロディ：「私は不愉快」といった意味）と歌い、自分がいかに不愉快かを述べ、「みんな」にも同じように不愉快になってほしいと願っていると歌う[11]。
- 『ザ・シンプソンズ』は、シーズン11エピソード3「グルメパパは3ツ星評論家!?（英語版）」で、この歌のパロディを取り上げている。ホーマー は、The Springfield Shopper紙のレストラン評論の主任という完璧な副業を手に入れる。ホーマーはこれを、歌（Homer’s Food Song）を歌って祝う[12]。
- 1975年の『サタデー・ナイト・ライブ』のある回では、ゲスト・ホストだったマデリーン・カーンが『フランケンシュタインの花嫁』のパロディを演じてスラブから起き上がり、この曲を歌った。
- 『フレンズ』のエピソード「パパはキャスリーン・ターナー」では、キャスリーン・ターナーの演じるチャールズ・ビングが映画版の歌詞でI feel pretty, and witty and gayと歌う。
- 『ヴェジテールズ』シリーズの1995年の映画『ほんとうの友だちって？』では、この曲の替え歌で“I’m Busy”（「私は忙しい」の意）が、”Story of Flibber-o-loo”の中で歌われる。